# Partia Wolności Inkatha
Partia Wolności Inkatha (ang. Inkatha Freedom Party, IFP) – południowoafrykańska, prawicowa partia polityczna.

## Historia
Jej początki sięgają zuluskiej organizacji społeczno-kulturalnej „Ruch Inkatha”, założonej w roku 1975 w bantustanie KwaZulu. Przekształcona w roku 1990 w partię polityczną. Pod koniec lat 80. i na początku 90. uczestniczyła w zamieszkach etnicznych. Choć zwalczała apartheid, była krytyczna wobec ANC. Z powodu niechęci do ANC była potajemnie finansowana przez rząd okresu apartheidu. Po 1994 roku uczestniczyła w koalicjach rządowych formowanych przez polityków ANC. Poparcie dla niej od lat 90. systematycznie maleje.
Przywódcą partii był Mangosuthu „Gatsha” Buthelezi. Nazwa „Inkatha” pochodzi z języka zulu, w którym oznacza włócznia.

## Poparcie
| Wybory | Poparcie | Zmiana punktów procentowych | Mandaty | Zmiana |
| ------ | -------- | --------------------------- | ------- | ------ |
| 1994   | 10,54%   | -                           | 43      | -      |
| 1999   | 8,58%    | 1,94                        | 33      | 10     |
| 2004   | 6,97%    | 1,61                        | 28      | 5      |
| 2009   | 4,5%     | 3,47                        | 18      | 10     |
| 2014   | 2,4%     | 2,1                         | 10      | 8      |
| 2019   | 3,38%    | 0,98                        | 14      | 4      |
| 2024   | 3,85%    | 0,47%                       | 17      | 3      |

| Wybory | Mandaty | Zmiana |
| ------ | ------- | ------ |
| 1994   | 5       | -      |
| 1999   | 3       | 2      |
| 2004   | 3       | -      |
| 2009   | 2       | 1      |
| 2014   | 1       | 1      |
| 2019   | 2       | 1      |